# Zimmerthermometer
Ein Zimmerthermometer dient zur Messung der Lufttemperatur in Wohnräumen. Häufig ist die Messgenauigkeit bei diesen Thermometern gering, was zu Abweichungen von mehreren Grad Celsius führen kann. In einem Raum können erhebliche Temperaturunterschiede auftreten, bedingt durch Faktoren wie direkte Sonneneinstrahlung, die Nähe zu Heizkörpern oder Zugluft. Daher ist es wichtig, das Thermometer an einem repräsentativen Ort zu platzieren, um eine genaue Messung zu gewährleisten. Ein Vergleich mit einem geeichten Thermometer kann die Genauigkeit der Temperatur  verbessern, wird jedoch in der Praxis meist nur bei speziellen Anforderungen durchgeführt.

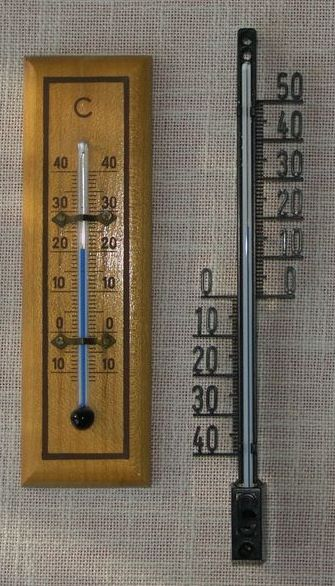
Übliches Zimmer- und Außenthermometer

## Art der üblichen Thermometer
Die am Markt angebotenen Thermometer sind von deutlich unterschiedlicher Qualität und haben häufig Abweichungen von mehreren Grad Celsius zueinander. Ein Vergleich mit einem geeichten Thermometer oder Messfühler kann den Fehler der Ablesung auf 0,5° bis 1° verringern, was jedoch nur selten benötigt wird. Wichtiger ist hingegen der Ort im Raum, an der es angebracht wird.
Die meisten Zimmerthermometer sind nach wie vor Ausdehnungsthermometer, die mit Alkohol gefüllt sind. Nur selten werden billigere Bimetall-Thermometer verwendet, oft hingegen kleine „Wetterstationen“, deren Messfühler mit Halbleiter- oder Thermoeffekt arbeiten.

## Anbringung des Thermometers und Messgenauigkeit
Der beste Platz eines Zimmerthermometers ist dort, wo es leicht ablesbar ist und die Temperatur ungefähr der mittleren Raumtemperatur entspricht. Ungeeignet ist die Nähe zu Heizkörpern, da hier unkontrollierbare Schwankungen herrschen, ebenso wie direkt neben einem Fenster oder einer Tür. Auch sollte das Thermometer nicht von der Sonne beschienen werden oder an Stellen mit geringer Durchlüftung angebracht werden.
Wer auf genauere Messung Wert legt, kann dies mit nur wenig Aufwand erreichen:
- Vergleich mit einem geeichten Thermometer oder mit dem Mittelwert von mehreren Geräten. Das einzelne Stück kann Abweichungen bis zu 3° aufweisen, 1–2° sind typisch.
- Bei der Ablesung waagrecht auf die Skala blicken. Andernfalls kann ein Parallaxen-Fehler von 1° und mehr entstehen. Eine Ablesegenauigkeit von 0,5° ist relativ leicht zu erreichen, wenn man sich die Horizontale vorstellt.
- Rasch ablesen, da sonst der eigene Atem die Temperatur beeinflussen kann.
- Für die Beurteilung der Heizung auf eine geeignete Zeit innerhalb des Heizzyklus achten.

Die Angleichung eines Thermometers an die Lufttemperatur braucht eine gewisse Zeit, die von einigen Minuten bis zu einer halben Stunde dauern kann, damit sich ein Thermodynamisches Gleichgewicht einstellen kann. Will man mit einem relativ trägen Zimmerthermometer ein rasches Ergebnis haben, kann man die Ablesung durch Schwenken des Thermometers mit gestreckter Hand beschleunigen. Die Halbwertszeit beträgt etwa 20 Sekunden, das heißt nach dieser Zeit hat der „künstliche Wind“ die Anzeige auf der Skala um 50 % dem wahren Wert angenähert.
Insgesamt lässt sich feststellen, dass man bei Beachtung einiger Regeln die durchschnittliche Zimmertemperatur auf ± 1–2° genau ermitteln kann. Wird hingegen das Thermometer an ungünstiger Stelle montiert und keinerlei Vergleich mit anderen Thermometern vorgenommen, können die Werte um 3–5° oder mehr falsch sein, wozu noch der allfällige Strahlungseinfluss der Sonne käme.
Siehe auch: Außenthermometer, Thermostat, Temperaturfeld, Schleuderthermometer, Barometer, Hygrometer, Assmann-Psychrometer, Messsystem